# Sujínichi
Sujínichi (ruso: Сухи́ничи) es una ciudad rusa, capital del raión homónimo en la óblast de Kaluga.
En 2021, la ciudad tenía una población de 14 806 habitantes. En su territorio no hay pedanías.
Se ubica al sureste de la carretera E101, a medio camino entre Briansk y Kaluga. Por la ciudad pasa el río Bryn.

## Historia
Se conoce la existencia del pueblo desde 1444, cuando aparece en documentos del Gran Ducado de Lituania. Su ubicación junto al camino de Moscú a Kiev hizo que se desarrollase aquí un importante núcleo de tráfico de mercancías, pues desde aquí se trasladaban grandes cargamentos a los puertos fluviales de Rzhev y Zubtsov. Debido al crecimiento provocado por su importancia económica, en 1840 se unieron en un solo núcleo el pueblo de Sujínichi con tres aldeas colindantes llamadas Trosna, Janchikovo y Pernovichi, formando un solo núcleo con estatus de ciudad. En las décadas siguientes se estableció aquí un importante cruce ferroviario, al unirse en esta estación la línea del ferrocarril de Moscú a Kiev con la línea de Smolensk a Riazán. La Unión Soviética le dio el estatus de capital de uyezd en 1927.